# Равіловська сільська рада
Раві́ловська сільська рада (рос. Равиловский сельский совет) — муніципальне утворення у складі Абзеліловського району Башкортостану, Росія. Адміністративний центр — село Ішкулово.

## Населення
Населення — 2317 осіб (2019, 2380 в 2010, 2081 в 2002).

## Склад
До складу поселення входять такі населені пункти:
| Населений пункт      | Населення, осіб (2002) | Населення, осіб (2010) |
| -------------------- | ---------------------- | ---------------------- |
| Давлетшино, присілок | 156                    | 168                    |
| Іскужино, присілок   | 128                    | 145                    |
| Ішкулово, село       | 1080                   | 1257                   |
| Равілово, присілок   | 429                    | 494                    |
| Теп'яново, присілок  | 288                    | 316                    |